# Isla de Fehmarn
La isla de Fehmarn (en alemán: Fehmarn, pronunciado /ˈfeːmaʁn/ⓘ; en danés: Femern) es una pequeña isla —y desde 2003 también una ciudad—del mar Báltico perteneciente a Alemania, administrativamente dependiente del distrito de Ostholstein del estado de Schleswig-Holstein. Está situada entre la bahía de Kiel, al oeste, y el golfo de Mecklemburgo, al este, aproximadamente a 18 kilómetros al sur de la isla danesa de Lolland.
La isla tiene una superficie de 185,45 km²  —la 3º de Alemania, la 16º del mar Báltico y la 142.ª de Europa— y una población, el 31 de enero de 2011, de 12 911 residentes.

## Historia
La isla tuvo antiguamente otros nombres, como Femera, Fimbria, Cimbria parva e Imbra.

## Geografía

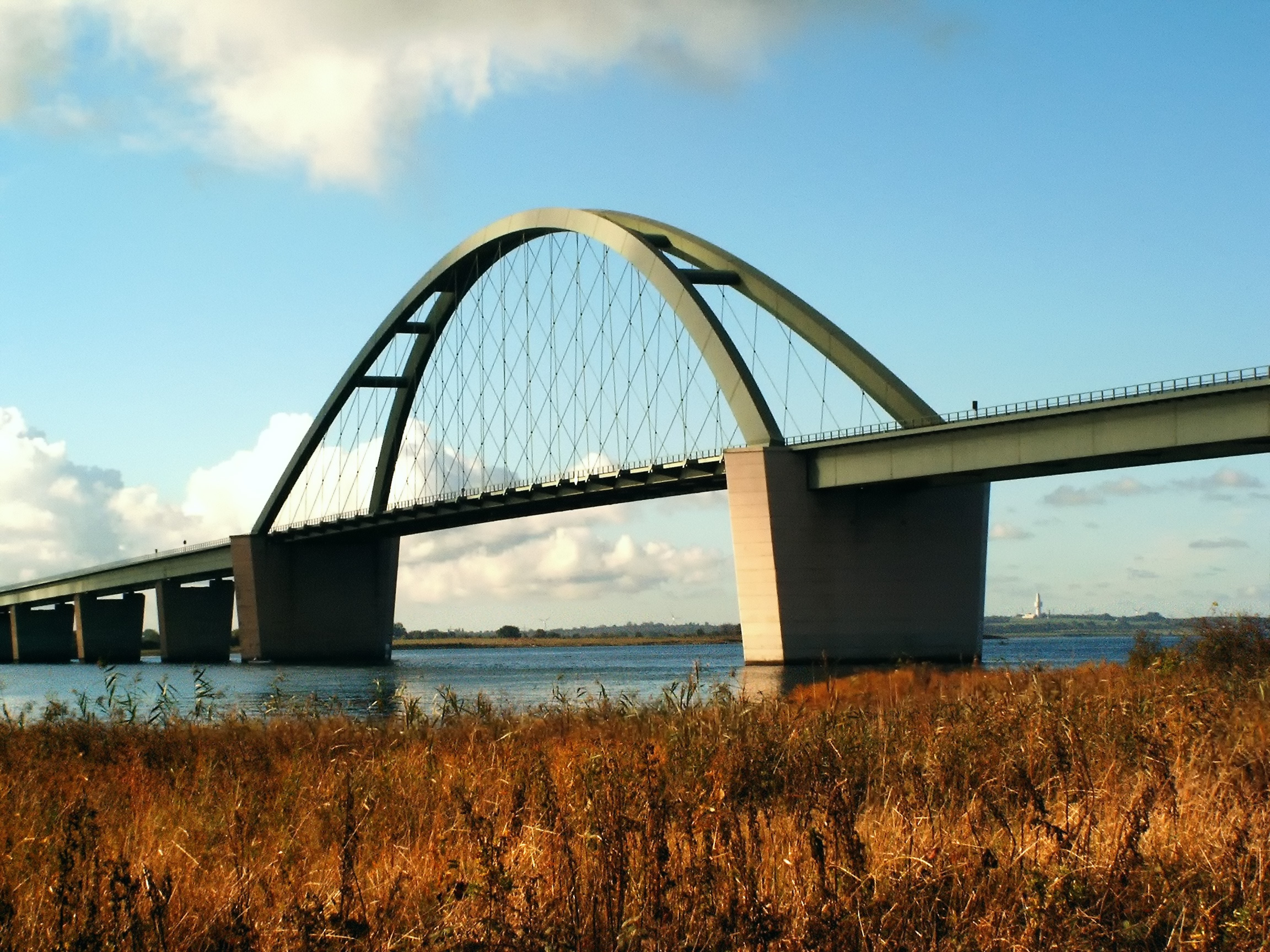
El puente que une al continente

La superficie de la isla es de 185 km² y tiene una línea de costa de 78 km. Los puntos más altos son dos pequeñas colinas, Hinrichsberg (27,2 m) y Wulfener Berg (26,5 m). La comunidad más grande en Fehmarn es Burg, que tiene unos 6.000 habitantes. Además, hay muchos pequeños pueblos.
Desde 1963 la isla de Fehmarn ha quedado unida al continente por un puente carretero y de ferrocarril que cruza el estrecho de Fehmarn. El puente del estrecho de Fehmarn (Fehmarnsundbrücke) tiene una longitud de 963,40 m y 69 m de altura.

## Transporte

El nuevo eje viario propuesto cruzando el estrecho de Fehmarn

El Fehmarn Belt, un estrecho que separa las islas de Fehmarn y Lolland, se encuentra en el lado opuesto a Alemania. Puede ser cruzado por transbordadores que viajan entre los puertos de Puttgarden, Alemania, y Rødbyhavn, Dinamarca. El trayecto dura unos 45 minutos.
El 29 de junio de 2007, las autoridades danesas y alemanas dieron el visto bueno al proyecto enlace fijo de Fehmarn (Feste Fehmarnbeltquerung), que tiene prevista la terminación en 2020, y que mediante ferrocarril y una vía rodada de cuatro carriles (puentes, túnel y cruce mixto) conectará Dinamarca y Alemania. Cruzará el estrecho de Fehmarn, uniendo Fehmarn con la isla danesa de Lolland, con una longitud de aproximadamente 19 km, y que formará parte de un nuevo eje que conectará el norte de Alemania (Hamburgo, Lübeck,…) con Copenhague y el sur de Suecia (Malmö, Gotemburgo, Estocolmo,…), sin pasar por la península de Jutlandia y la isla de Fionia.

## Naturaleza
Las costas sirven como lugares de descanso para las aves migratorias, por lo que es un paraíso para los ornitólogos. Las reservas de aves en la isla son atendidas por el centro de conservación de NABU en la Reserva de Aves Acuáticas de Wallnau. En la localidad de Burg hay un gran acuario con 40 peceras.
Fehmarn es famosa por su naturaleza y áreas de recreo, especialmente en épocas de verano (julio-septiembre) y también es bien conocida por sus espigones para la práctica del windsurf y el kitesurf (actualmente hay más de diez conocidos en la isla).

## Cultura
Fehmarn fue también el lugar donde Jimi Hendrix celebró su último concierto, en el Open Air Love & Peace Festival, el 6 de septiembre de 1970.

### Residentes notables
Lina Heydrich y su esposo Reinhard Heydrich tenían una casa de verano aquí, que después de la guerra Lina utilizó, con su segundo marido, Mauno Manninen, como restaurante y posada hasta que se quemó en febrero de 1969.

### Ciudades hermanadas
- Neringa (Lituania)
- Orth an der Donau (Austria)
- Rødby (Dinamarca)

## Galería de imágenes

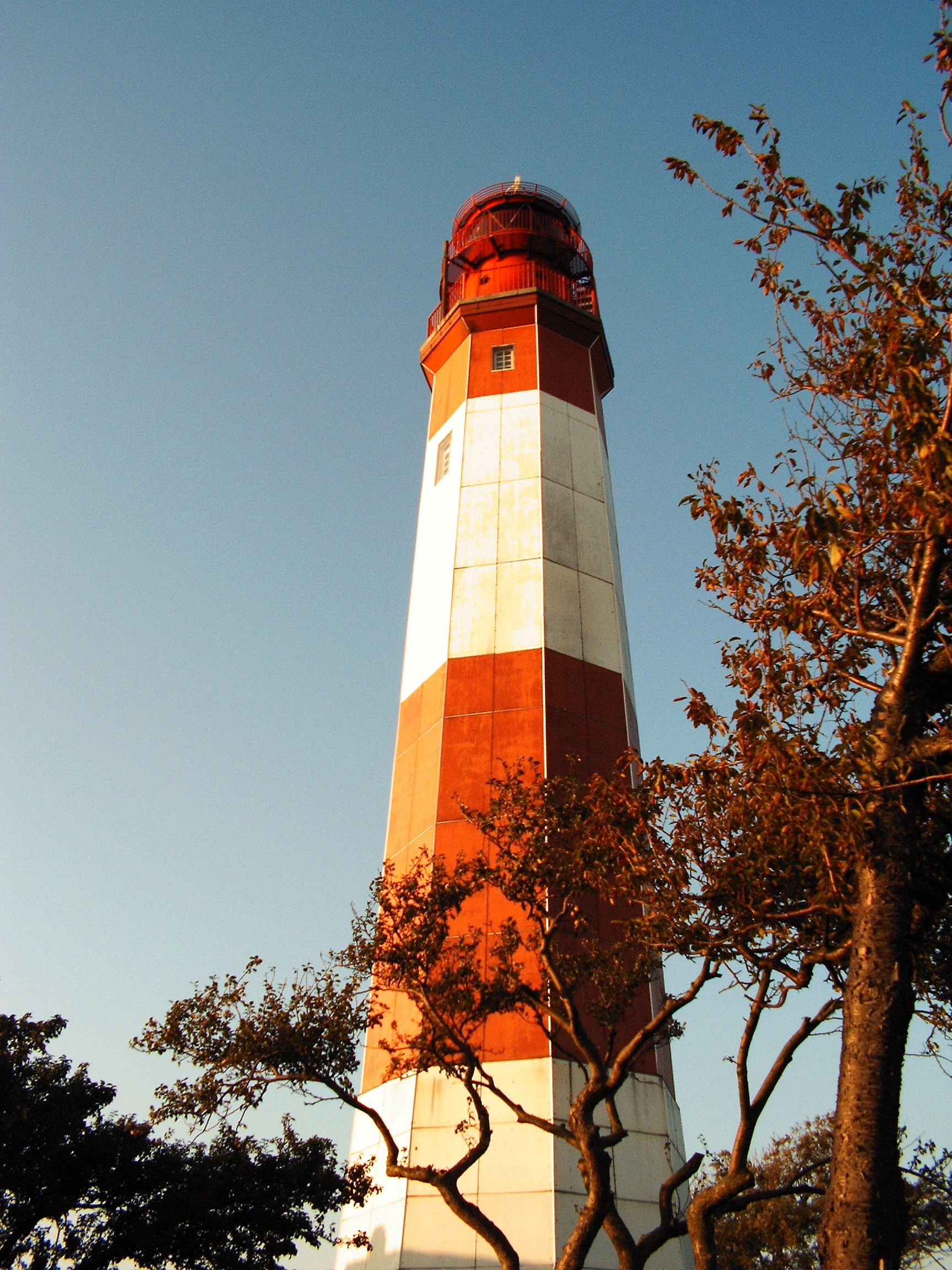
Faro de Flügge
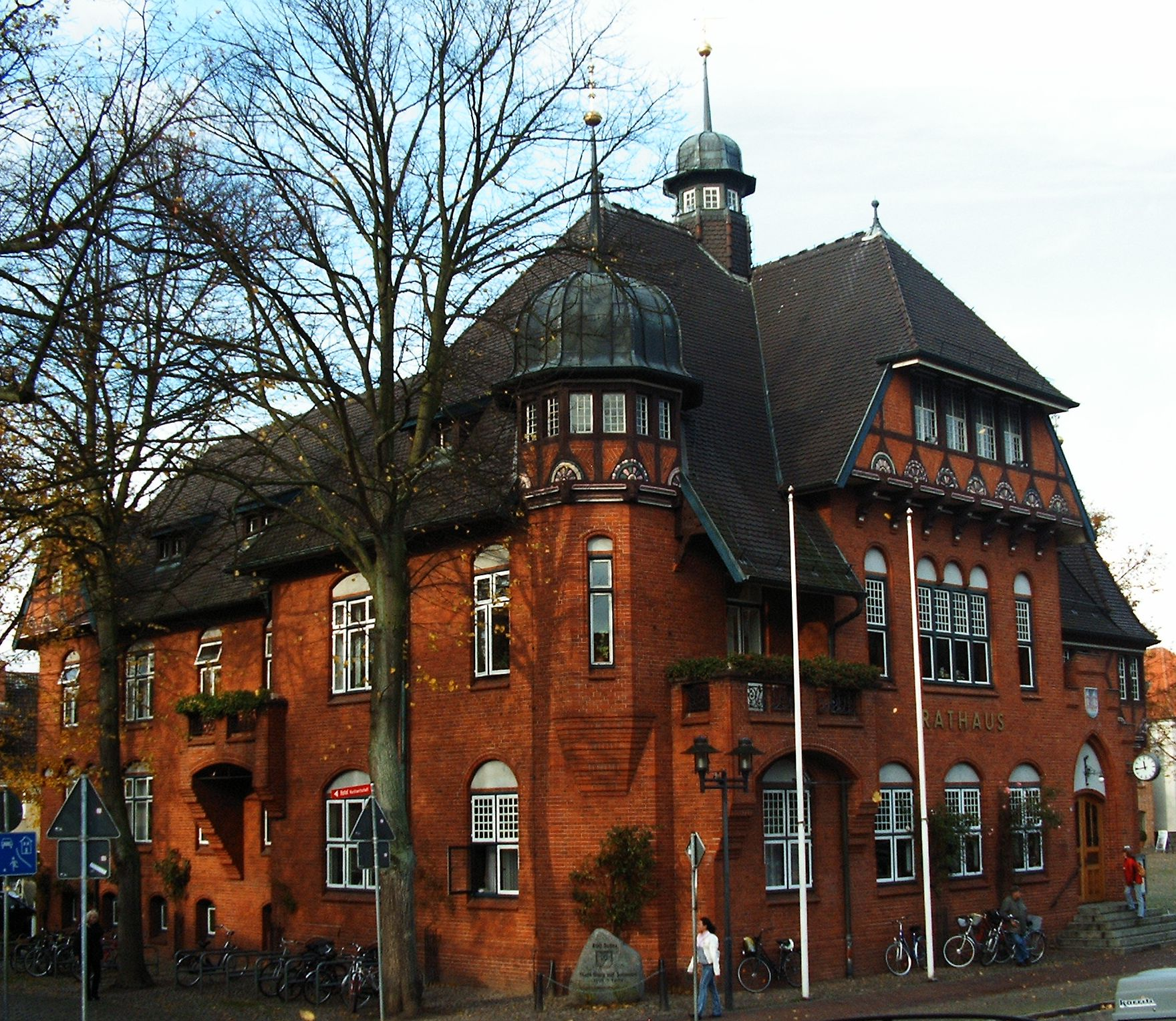
Ayuntamiento en Burg
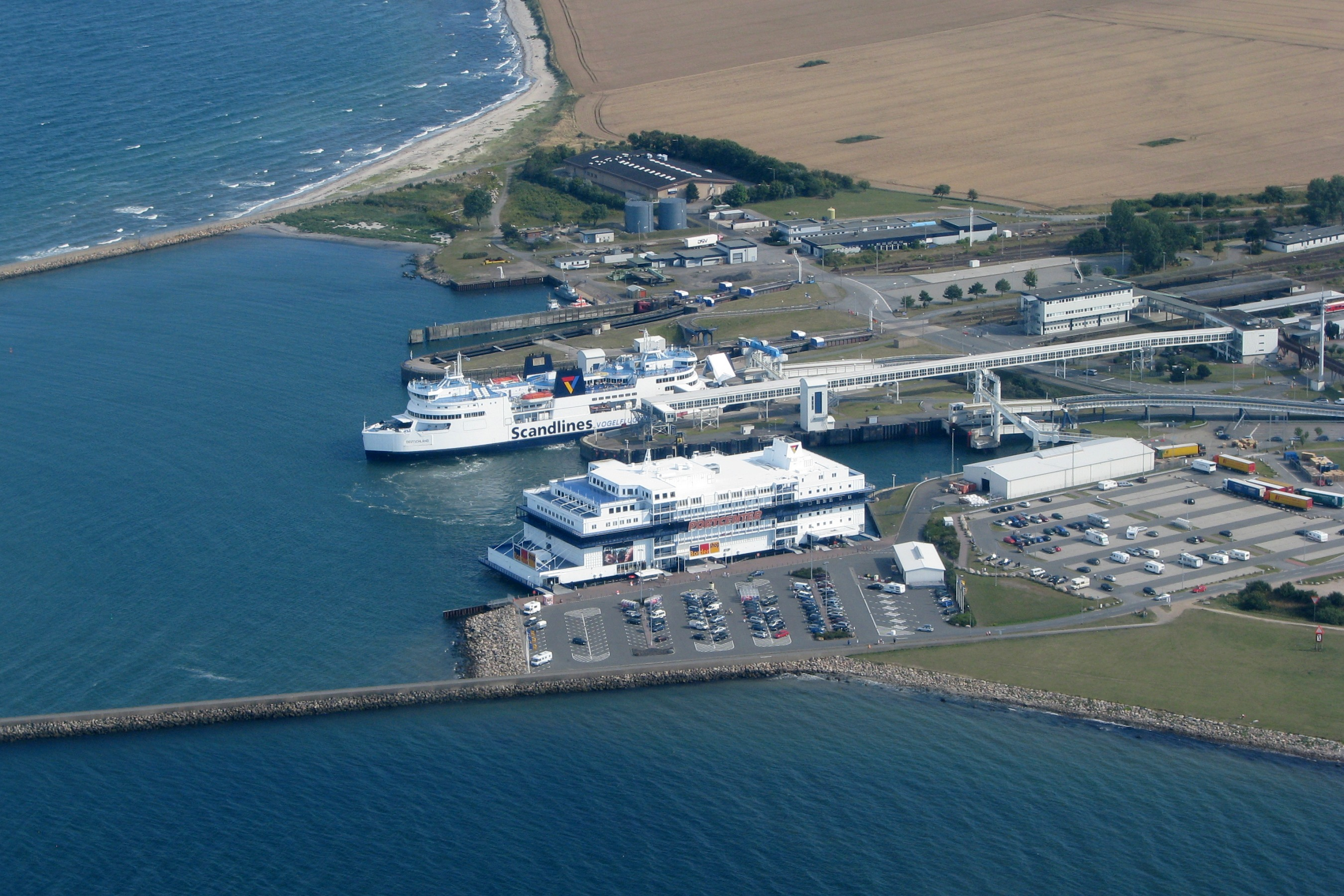
El puerto de Puttgarden
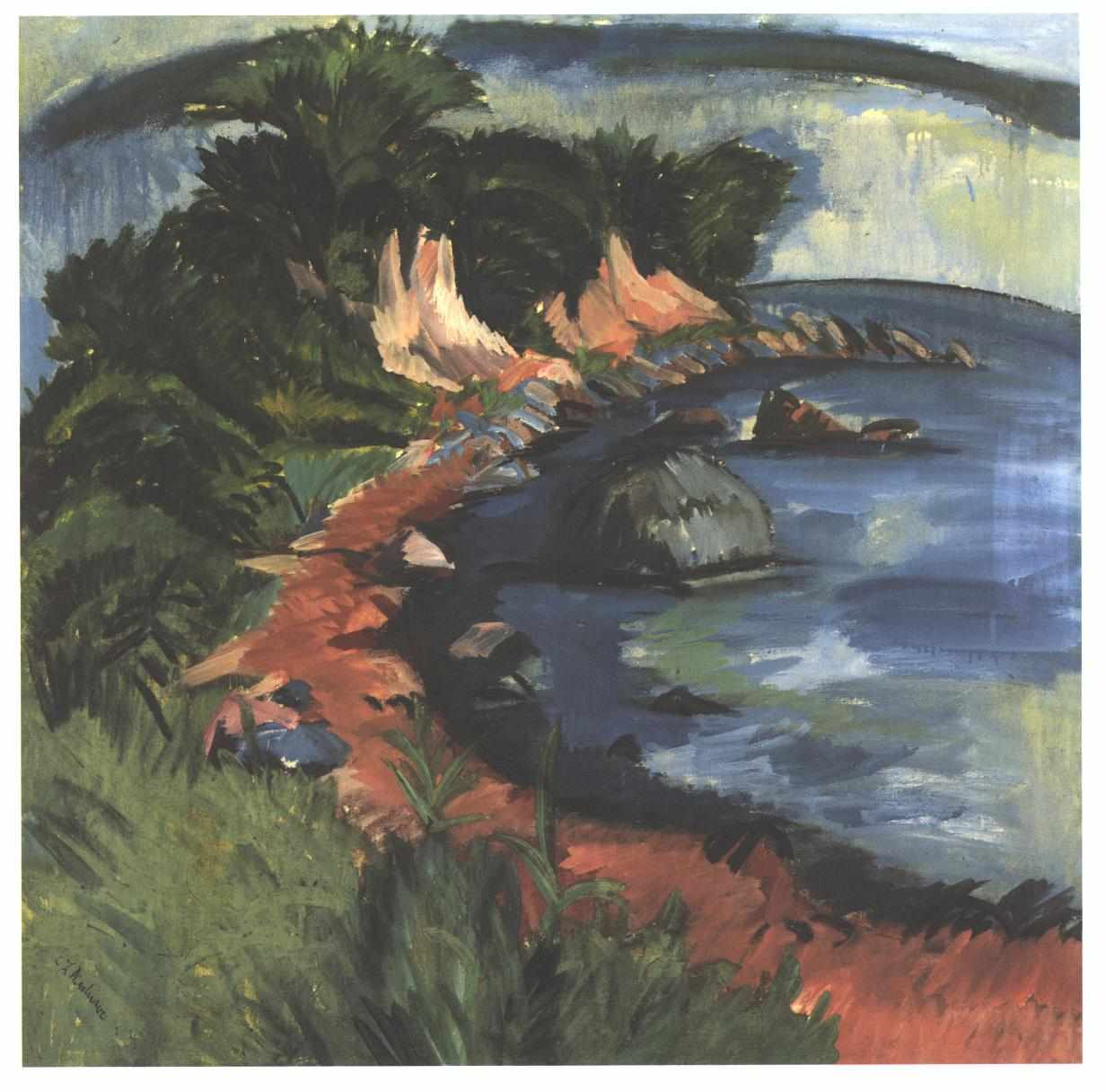
Fehmarnküste  [Costa de Fehmarn], obra de Kirchner